# Mermoz (métro de Toulouse)
Pour les articles homonymes, voir Mermoz.
Mermoz est une station de la ligne A du métro de Toulouse. Elle est située sur l'intersection entre la rue Jean-Mermoz et la rue Henri-Desbals, entre les quartiers Fontaine-Lestang, Bagatelle et La Faourette, dans le sud-ouest de la ville de Toulouse.
La station est ouverte en 1993, en tant que station de la première section de la  ligne A.

## Situation sur le réseau

Plan du métro de Toulouse

Établie en souterrain, la station Mermoz est établie sur la ligne A du métro de Toulouse. Elle est située entre la station Bagatelle, en direction de la station terminus sud-ouest Basso-Cambo, et la station Fontaine-Lestang, en direction de station terminus nord-est Balma – Gramont.

## Histoire
La station Mermoz est mise en service le 26 juin 1993, lors de l'ouverture à l'exploitation de la première section, longue de 10 kilomètres entre ses terminus Basso-Cambo et Jolimont, de la ligne A du métro de Toulouse. Elle dispose d'une longueur opérationnelle des quais, de 26 m, pour une desserte par des rames composées de deux voitures,.
Mermoz est en chantier, entre 2017 et 2019, dans le cadre de la mise en service de rames de 52 m de long sur ligne A. La structure n'ayant pas été prévue à l'origine pour cette desserte les travaux sont très importants, ils consistes en : une extension du gros œuvre nécessitant « des travaux d’extension du génie civil souterrain afin d’agrandir les quais » ; une extension du second œuvre et la réalisation d'un dégagement de sécurité. Les rames, pouvant accueillir 320 passagers débutent leur service le 10 janvier 2020,.
En 2016, elle a enregistré 778 424 validations, ce qui la classe dans les dernières places, des stations de la ligne A. Elle représente alors moins de 2 % du transit de la ligne.

## Services aux voyageurs

### Accès et accueil
La station est accessible depuis un ascenseur et un escalier, situés sur l'intersection entre la rue Jean-Mermoz et la rue Henri-Desbals. Elle est équipée de guichets automatiques, permettant l'achat de titres de transports.
La station est également équipée de quais latéraux à huit portes, permettant de recevoir des rames de 26 m à deux voitures.

### Desserte
Comme sur le reste du métro toulousain, le premier départ des terminus est à 5 h 15, le dernier départ est à 0 h du dimanche au jeudi et à 3 h le vendredi et samedi.

Installations et desserte
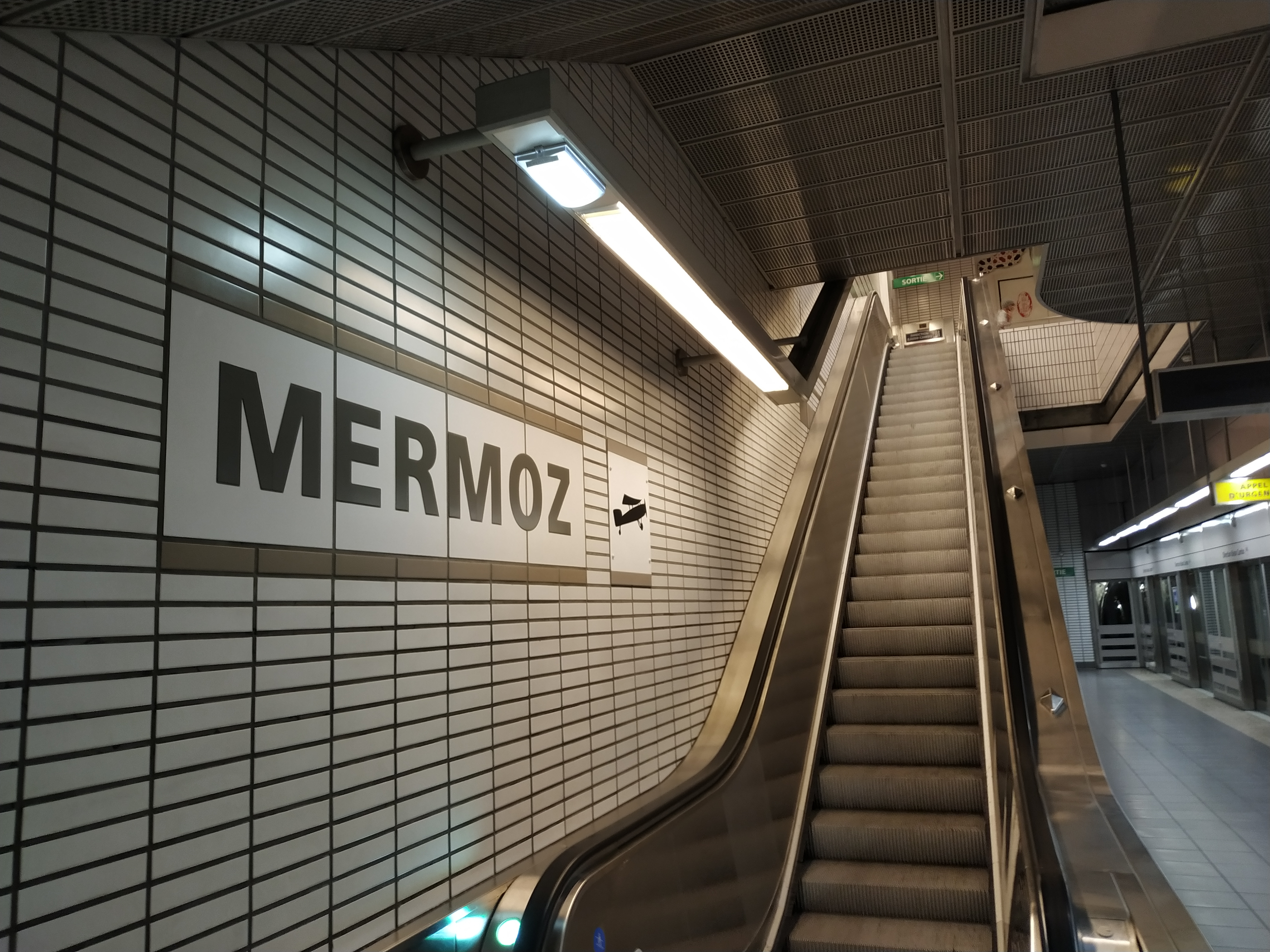
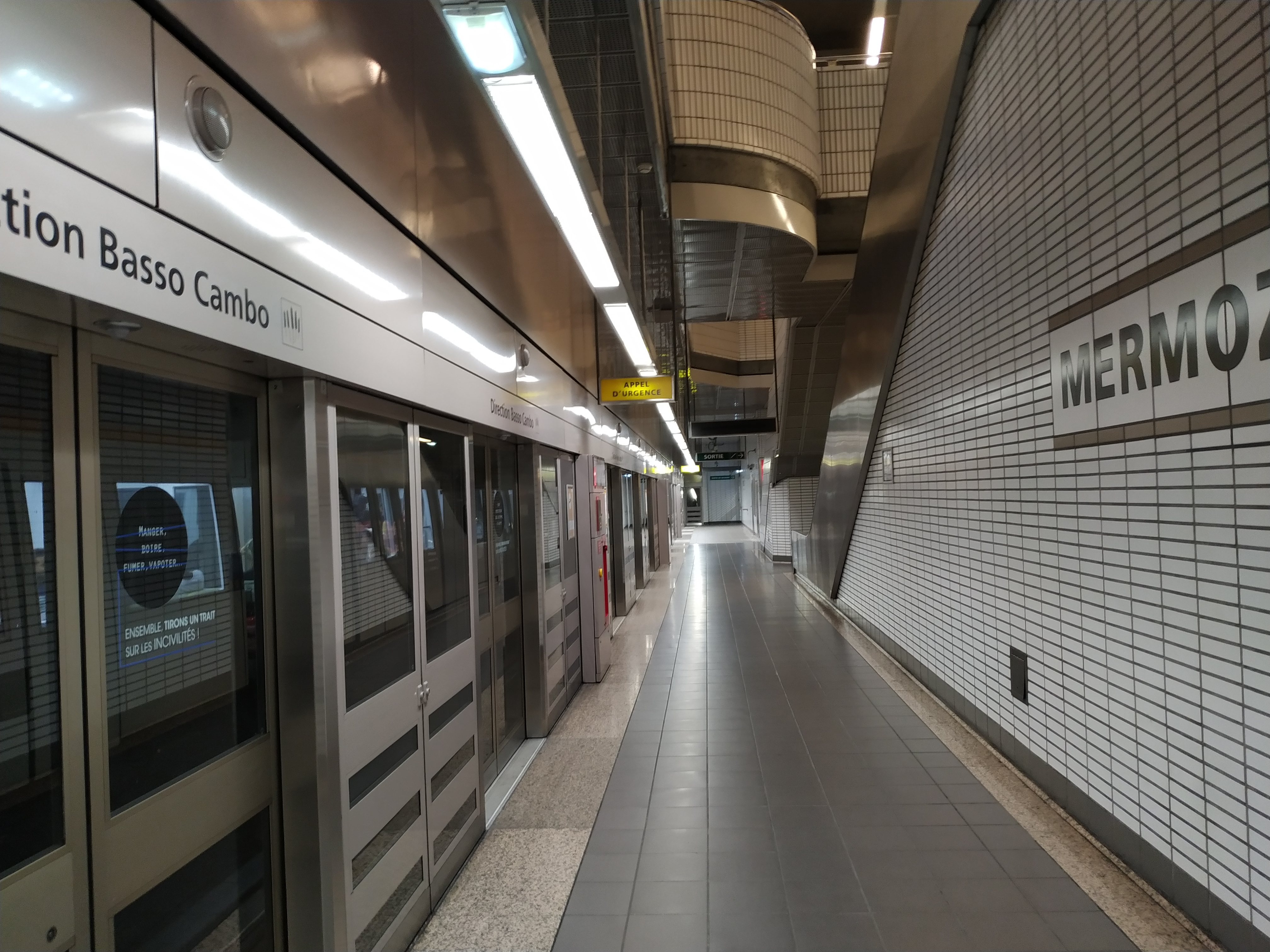
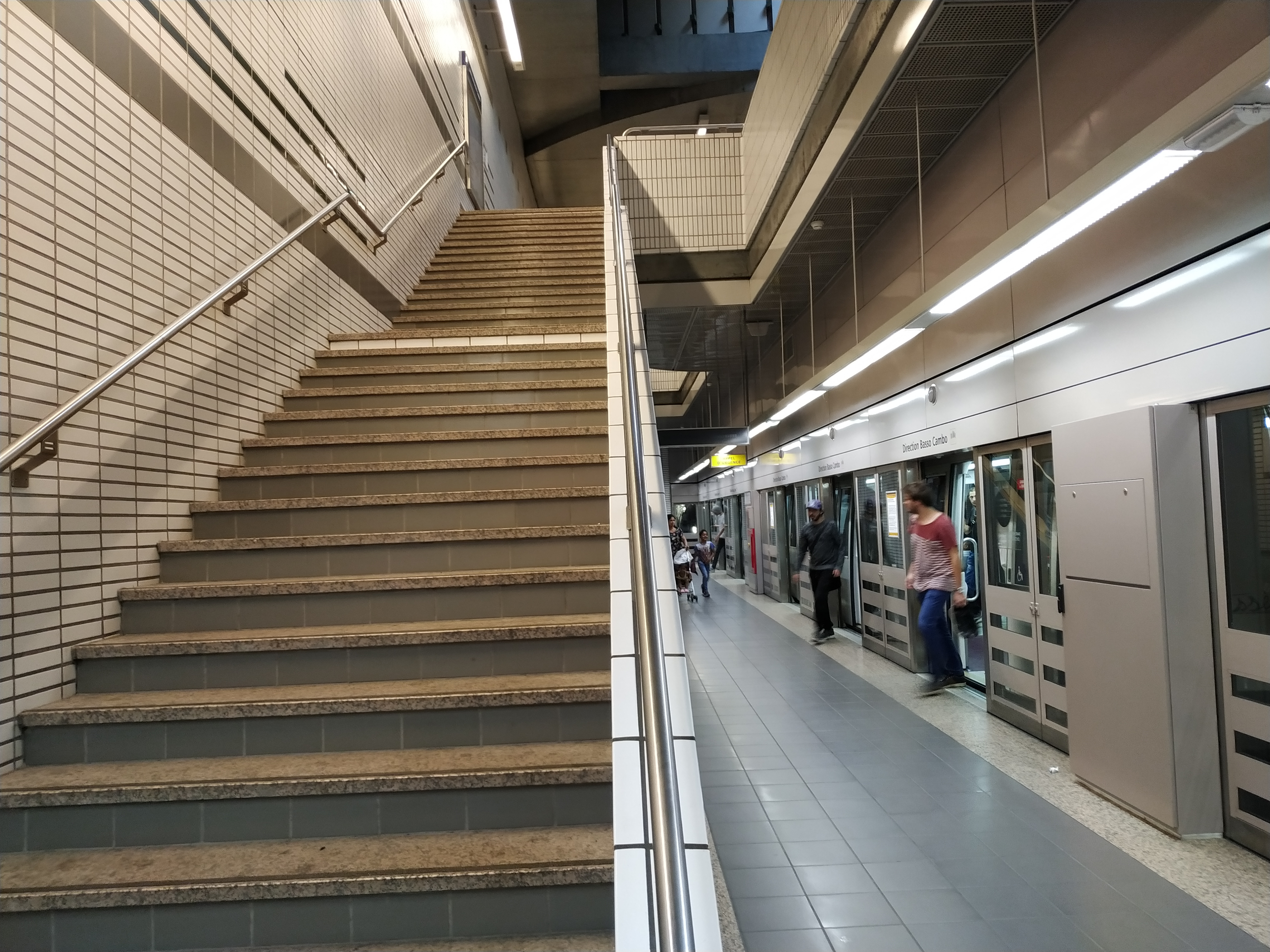

### Intermodalité
La station est desservie par la ligne 13 du réseau Tisséo.

## L'art dans la station
L'œuvre d'art associée à la station est une fresque réalisée en 1992 par le peintre Jean-Paul Chambas,.

Œuvre de Jean-Paul Chambas
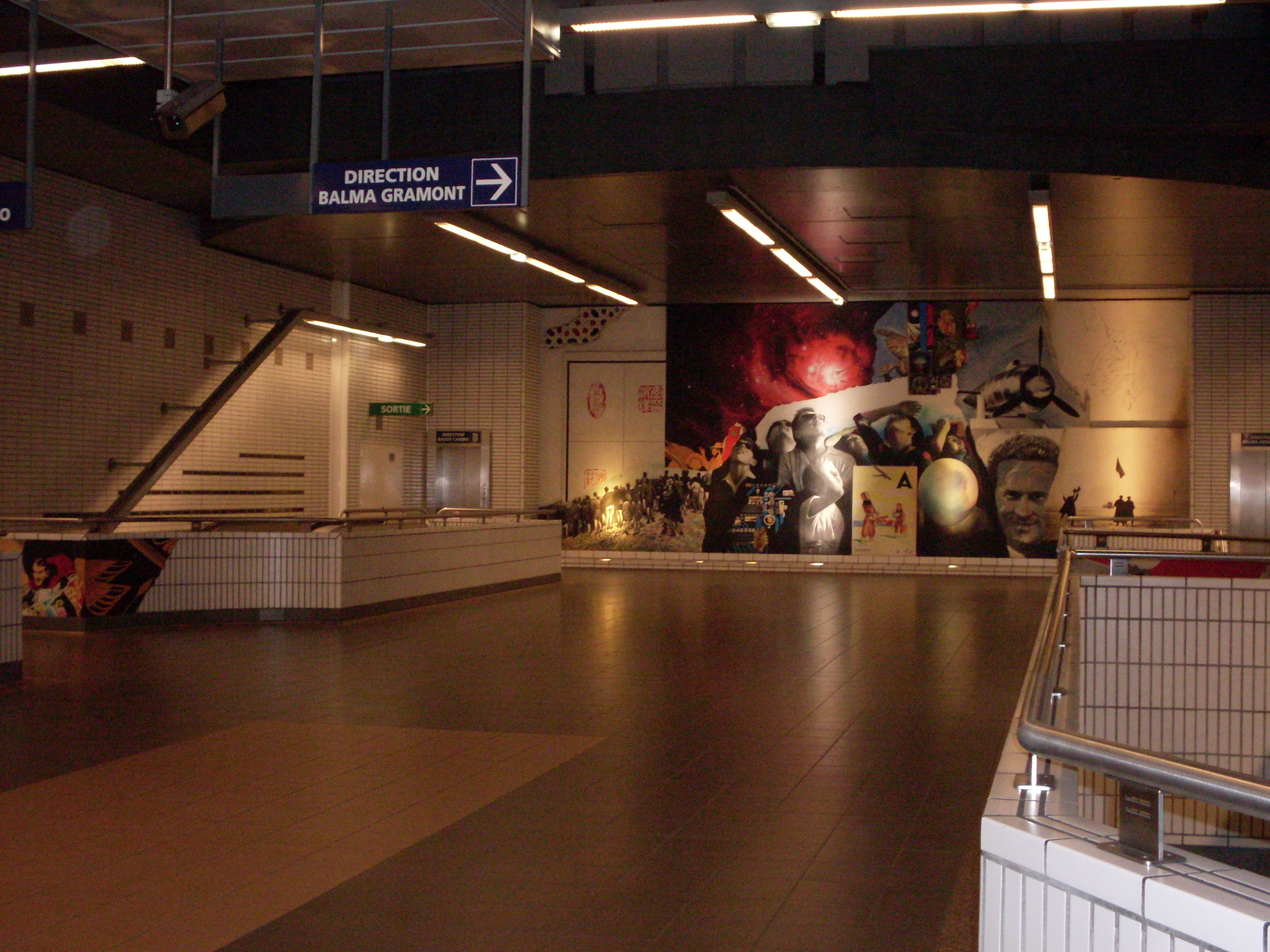
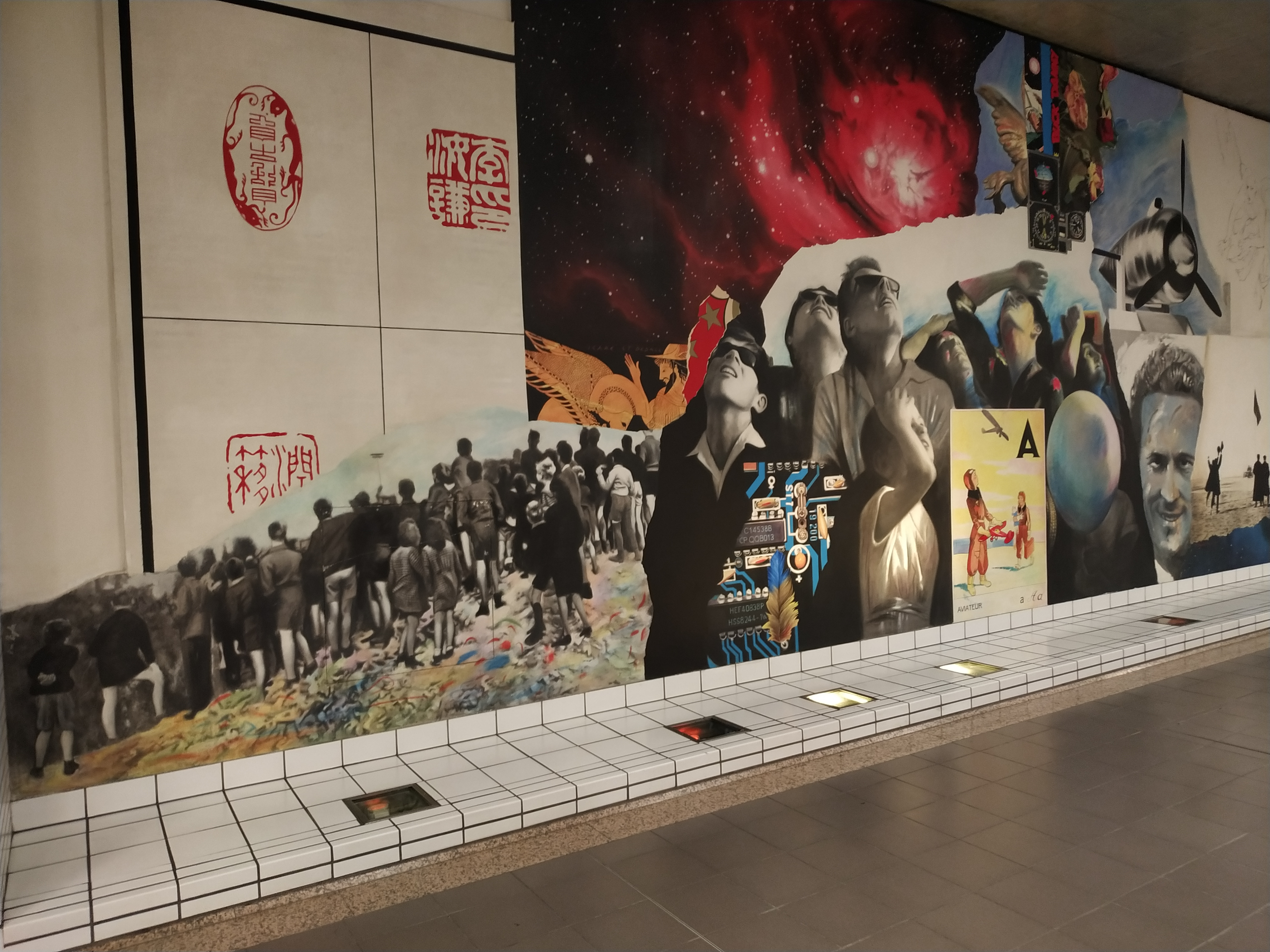

## À proximité
- Église du Saint-Esprit
- Station VélôToulouse n° 187 (Desbals – Mont-Doré)